# Grobnice kraljev, Pafos
Kraljeve grobnice (grško Τάφοι των Βασιλέων [ˈtafi ton vasiˈleon], turško Kral Mezarları) je velika nekropola, ki leži približno dva kilometra severno od pristanišča Pafos na Cipru. Leta 1980 je bila skupaj s Pafosom in Kouklio uvrščen na Unescov seznam svetovne dediščine.
Podzemne grobnice, od katerih mnoge segajo v 4. stoletje pr. n. št., so izklesane iz trdne skale in domnevajo, da so bile grobišča pafitskih aristokratov in visokih uradnikov do 3. stoletja našega štetja (ime izhaja iz veličastnosti grobnic; tu pravzaprav niso bili pokopani nobeni kralji). Nekatere grobnice imajo dorske stebre in stene s freskami. Arheološka izkopavanja na tem mestu še vedno potekajo. Grobnice so vklesane v avtohtono skalo in včasih posnemajo hiše živih.
Grobnice so bile znane in mimogrede raziskane že stoletja. Najstarejše sodobno poročilo je napisal Richard Pockocke leta 1783. Skoraj stoletje pozneje, leta 1870, je prva arheološka izkopavanja izvedel Luigi Palma di Cesnola, ameriški konzul na Cipru, rojen v Italiji. Leta 1915 so potekala prva izkopavanja pod znanstvenim nadzorom, ki jih je vodil Menelaos Markides, ki je bil kustos Ciprskega muzeja. Sistematična izkopavanja so potekala v poznih 1970-ih in 1980-ih pod vodstvom dr. Sophoclesa Hadjisavvasa, nekdanjega direktorja antikvitet Republike Ciper.
Dr. Hadjisavvas pripravlja najdbe za objavo s pomočjo avstralske arheološke misije v Pafosu.
Del pomena grobnic je v navadi domačinov, da so med daritve v pokopu vključili rodoške amfore. Prek proizvodnih žigov, nameščenih na ročajih teh amfor, jih je mogoče datirati in prek njih tudi drug material iz istega pokopa.
Tako upajo, da bomo razvili bolj varno kronologijo za arheološko gradivo v vzhodnem Sredozemlju helenističnega in zgodnjega rimskega obdobja.
Poročajo, da se je veliko informacij v zvezi z grobnicami sčasoma izgubilo. K temu je prispevalo več dejavnikov: ugoba se, da so bile številne grobnice bogate z dragocenimi grobnimi pridatki, kljub temu, da so uradne arheološke misije odkrile zelo malo takšnih dobrin, zato se domneva, da so bili za to odgovorni roparji grobov iz preteklosti. Poleg tega je bližina grobnic morju ovirala ohranitev pokopanih trupel. Kljub tem oviram je zgodovinski pomen grobnic dobro uveljavljen med strokovnjaki in domačini.

## Arhitektura
Grobnice nekropole so narejene iz peščenega apnenca. Zasnovane so kot jaški, komore in atrijske grobnice. Arhitekturno kažejo grške oblike. Stopničasti dromos v komornih grobnicah vodijo v pravokoten prostor, iz katerega izhajajo tunelaste vdolbine (lokuli), v atrijskih grobnicah v notranje dvorišče s peristilom. Iz peristila pa vodijo vhodi v predsobe, iz katerih izhaja sistem posameznih ali medsebojno povezanih grobišč. Grobovi so bili namenjeni večkratnim pokopom. Pravokotni stebri ali dorski stebri, izklesani iz skalne podlage, se na vrhu nadaljujejo v vodoravno nerazčlenjeno entablaturo ali arhitrav. Metopski triglifi, vklesani v skalo, tvorijo zgornji del. Vdolbino v skali nad entablaturo je treba videti kot oporo nekdanjemu pokrovu.
Poleg delno nadzemnega komornega groba ob vhodu se od peristilnega grobnega tipa razlikuje še grob onkraj središča kompleksa. Stoji kot mogočen blok sredi dvorišča, vklesanega v skalo, in jasneje kot peristilne grobnice kaže na »nekropolo Mustafe Paše« v Aleksandriji. Grobni kompleks, odkrit leta 1983 na severu nekropole, je edinstven na Cipru. Tu se v peristil izliva 20 m dolg stopničast dromos. Tako kot nekatere druge ima tudi ta grobnica bogato štukaturno dekoracijo. Tudi tukaj je bilo predvideno sklicevanje na Aleksandrijo, čeprav so bile vzor makedonske grobnice. Te komore so bile verjetno oropane že v rimskih časih. Sledi križev kažejo na ponovno uporabo v zgodnjih krščanskih časih.

## Grobne najdbe
Med drugim so v grobnicah našli keramiko iz 3. stoletja pr. pr. n. št., kot so amfore, balzamske posode in svetilke, pa tudi zlat nakit, zlati mirtini listi, piks iz slonovine in kovance iz 2. stoletja pr. in čas Kleopatre V. Številni artefakti so shranjeni v muzeju okrožja Pafos. Odkritje srednjeveške lončarske peči in predelava groba 5 z zapiranjem atrija kažeta na profano rabo kot bivališče.

## Pogrebni običaji
Iz dosedanjih raziskav je mogoče sklepati, da je imela vsaka družina svojo grobnico, ki je lahko vsebovala grobnice različnih vrst, kar je podobno kot na pokopališču Kerameikos. Večje skupine grobov so bile opremljene z vodnim bazenom; šlo je za pitje vode z namenom čiščenja. Mrtvim so dajali pogrebne darove na grmadah, kot so ptice, jajca in sadje.